# Tacones lejanos
Tacones lejanos es una película española de 1991, dirigida por Pedro Almodóvar.

## Argumento
Rebeca, una locutora de noticias de televisión, está en el aeropuerto de Madrid esperando ansiosamente el regreso de su madre, a quien no ha visto desde que era una niña. Su madre, Becky del Páramo, una famosa cantante de canciones de amor y desamor, regresa a España después de una estancia de quince años en México. Mientras espera, Rebeca recuerda los incidentes de su infancia en los que su madre la dejó en el fondo de su vida preocupada por su carrera y su vida romántica. Durante quince años, Rebeca ha deseado que su madre regrese, por el amor y el afecto del que había sido privada. Sin embargo, su amor va acompañado de un profundo resentimiento.
Desde entonces, Rebeca se convirtió en una locutora de noticias para una estación de televisión privada propiedad de su esposo Manuel. La reunión de madre e hija es aún más tensa porque Manuel fue hace muchos años uno de los amantes de Becky. La noche de su regreso, Becky, Rebeca y Manuel cenan y luego salen a ver al transformista Femme Letal, un imitador cuya actuación principal se basa en Becky. Desde hace algún tiempo, Rebeca viene a ver el programa cada vez que extraña a su madre. Entre bastidores, Rebeca ayuda a Letal a quitarse el disfraz. Arrodillándose frente a él mientras lo ayuda a desnudarse, está impresionada por su virilidad. Letal aprovecha la situación y hacen el amor. Manuel, que ya no ama a su esposa, quiere volver a acostarse con Becky y divorciarse de Rebeca.
Un mes después, Manuel es asesinado en su villa. Había pasado la tarde primero con su amante Isabel, la intérprete de lenguaje de señas de las palabras de Rebeca en las noticias, y luego con Becky quien, al volverse su amante nuevamente, se entera de que tenía otra amante y va a decirle que lo suyo ha terminado. Es Rebeca quien descubre el cuerpo. El juez de instrucción, el juez Domínguez, centra sus sospechas en la madre y la hija, cuya relación él sabe no se ha recuperado desde que Rebeca descubrió que Becky estaba viendo a Manuel.
El día del funeral de Manuel, mientras lee las noticias de su muerte, Rebeca confiesa el asesinato en vivo por televisión. La encarcelan de inmediato, pero el juez de instrucción parece desesperado por demostrar su inocencia a pesar de todas las pruebas. Becky regresa al escenario de Madrid mientras Rebeca pasa su primera noche en prisión. En la cárcel, escucha en la radio una actuación triunfal de su madre en un concierto en Madrid que le dedica sus primeras canciones. Paula, la trabajadora social, tiene un interés especial en Rebeca; como ella, está desconsolada, lamentando la pérdida de Hugo, su novio. Una foto desnuda de Hugo que Paula lleva con ella hace que Rebeca piense que Letal y Hugo son la misma persona. El juez hace arreglos para que Becky vea a su hija, y Rebeca ahora niega el asesinato de Manuel. Madre e hija se confiesan mutuamente su falta de amor, sus celos y sus secretos. Rebeca hace una comparación entre ella y la hija en la película Autumn Sonata, en la que la madre de la niña, una pianista sobresaliente, le pide que toque el piano y luego la humilla diciéndole cómo mejorar su actuación. Rebeca sugiere que ella también se ha sentido siempre inferior a Becky y se ha visto obligada a competir con ella, ganando solo una vez al casarse con Manuel. Pero incluso esta victoria finalmente se le negó, cuando Becky comenzó una aventura con Manuel. Si el deseo de Rebeca de estar más cerca de Becky la llevó, hace quince años, a asesinar a su padrastro, también jugó un papel en su asesinato de Manuel, a quien ve como expulsando el afecto de su madre. El grado de fijación de Rebeca y lo ilimitado de su adoración son demasiado para el frágil corazón de Becky y su condición empeora. De vuelta en la cárcel, Rebeca descubre que está embarazada, llevando al hijo de Letal. De inmediato, el juez la libera de la prisión pero sin ninguna evidencia nueva.
Rebeca va a ver la actuación final de Letal y en el camerino descubre que él es el juez, ya que Letal es uno de los disfraces del juez y Hugo es otro. Él explica que su vestimenta no era más que una estrategia de investigación y, sabiendo sobre su embarazo, le pide que se case con él. Mientras Rebeca lucha por asimilar esto, ven una transmisión de televisión que relata el repentino ataque cardíaco de Becky. Corren al hospital. Rebeca le confiesa a su madre el asesinato de Manuel, y Becky decide echarse la culpa para que su hija salga libre. Becky confiesa el asesinato y cuando la llevan a su casa para morir, Rebeca le da el arma y Becky deja sus huellas dactilares, incriminándose a sí misma y estableciendo la inocencia de Rebeca. Cuando Rebeca ve los tacones altos de las mujeres que pasan por la calle, le dice a su madre que el sonido de los tacones a distancia le recuerda a ella, su madre, regresando a casa cuando era pequeña. Se da vuelta y se da cuenta de que su madre ha muerto mientras hablaba.

## Reparto
- Victoria Abril como Rebeca
  - Rocío Muñoz como Rebeca de niña
- Marisa Paredes como Becky del Páramo
- Miguel Bosé como Juez Domínguez/Femme Letal/Hugo
- Anna Lizaran como Margarita
- Mayrata O'Wisiedo como madre del juez Domínguez
- Cristina Marcos como Paula
- Féodor Atkine como Manuel Sancho
- Pedro Díez del Corral como Alberto Caña
- Bibi Andersen como Susana
- Nacho Martínez como Juan
- Miriam Díaz Aroca como Isabel
- Juan José Otegui como capellán del hospital
- Paula Soldevilla como enfermera
- Javier Bardem como Javier

## Producción y rodaje
Como la mayoría de las películas de Pedro Almodóvar, Tacones lejanos se filmó en la ciudad de Madrid.

## Premios y nominaciones
Premios César - 1993
| Categoría                 | Nominada                  | Resultado |
| ------------------------- | ------------------------- | --------- |
| Mejor Película Extranjera | Mejor Película Extranjera | Ganadora  |

Premios Globos de Oro - 1992
| Categoría                           | Nominada                            | Resultado |
| ----------------------------------- | ----------------------------------- | --------- |
| Mejor Película en lengua no inglesa | Mejor Película en lengua no inglesa | Nominada  |

Premios Goya - 1992
| Categoría                     | Nominada                      | Resultado |
| ----------------------------- | ----------------------------- | --------- |
| Mejor Actriz de reparto       | Cristina Marcos               | Nominada  |
| Mejor Montaje                 | José Salcedo                  | Nominado  |
| Mejor diseño de vestuario     | José María de Cossío          | Nominado  |
| Mejor maquillaje y peluquería | Jesús Moncusi y Gregorio Ross | Nominados |
| Mejor sonido                  | Jean-Paul Mugel               | Nominado  |

Festival Internacional de Cine de Cartagena de Indias - 1992
| Categoría      | Nominada       | Resultado |
| -------------- | -------------- | --------- |
| Mejor Película | Mejor Película | Ganadora  |
| Mejor Actriz   | Marisa Paredes | Ganadora  |

Fotogramas de Plata - 1992
| Categoría            | Nominada       | Resultado |
| -------------------- | -------------- | --------- |
| Mejor Actriz de cine | Marisa Paredes | Ganadora  |
| Mejor Actriz de cine | Victoria Abril | Nominada  |

Festival de Cine de Gramado - 1992
| Categoría       | Nominada         | Resultado |
| --------------- | ---------------- | --------- |
| Mejor Dirección | Pedro Almodóvar  | Ganador   |
| Mejor Actriz    | Marisa Paredes   | Ganadora  |
| Mejor Música    | Ryûichi Sakamoto | Nominado  |

Premio Sant Jordi de Cinematografía - 1992
| Categoría    | Nominada       | Resultado |
| ------------ | -------------- | --------- |
| Mejor Actriz | Marisa Paredes | Ganadora  |

Premio de la Unión de Actores - 1992
| Categoría                 | Nominada       | Resultado |
| ------------------------- | -------------- | --------- |
| Mejor Actriz Protagonista | Marisa Paredes | Ganadora  |

## Festivales
•	Ciclo Cine Español en el National Film Theatre de Londres (Reino Unido), 2004
•	Festival Latinoamericano de Cine de Lima (Perú), 2001
•	AFI Fest (EE.UU), 1996
•	Festival Internacional de Cine de Cartagena de Indias (Colombia), 1992
•	Festival de Cine de Gramado (Brasil), 1992